# Melicope knudsenii
Melicope knudsenii es una especie de arbusto pertreneciente a la familia de las rutáceas. Es un endemismo de Hawái. Se encuentra en los bosques lluviosos dominados por Acacia koa, Metrosideros polymorpha, y Dicranopteris linearis en Kauai. Las plantas asociadas incluyen a Syzygium sandwicensis, Cheirodendron trigynum, Myrsine lessertiana, Ilex anomala, Alphitonia ponderosa, Zanthoxylum dipetalum, Kadua terminalis, Pleomele aurea,
Bobea spp., Tetraplasandra waimeae, Xylosma hawaiiense, Eurya sandwicensis, Psychotria mariniana, Melicope anisata, Melicope barbigera, Pouteria sandwicensis, Dodonaea viscosa, y
Dianella sandwicensis. Está tratada en peligro de extinción por la pérdida de hábitat.

## Descripción
Es un árbol que puede alcanzar los 10 metros de altura. Lleva grandes inflorescencias que contienen hasta 200 flores cada una.
Este árbol es muy raro hoy en día, sólo existe en las islas de Kauai y Maui en pequeñas cantidades. Para 2008 había tres plantas en Kauai. Una encuesta de 1999 informó de un solo individuo salvaje que quedaba en Maui, y un árbol cultivado en un jardín botánico. Este último es utilizado en la producción de semillas, que son recogidas. Las plántulas se plantaron en el hábitat apropiado.

## Taxonomía
Melicope knudsenii fue descrita por (Hillebr.) T.G.Hartley & B.C.Stone y publicado en Taxon 38: 121, en el año 1989.
Sinonimia
- Pelea knudsenii Hillebr.[7]